# برايان نونان
برايان نونان (بالإنجليزية: Brian Noonan)‏ هو لاعب هوكي الجليد أمريكي، ولد في 29 مايو 1965 في بوسطن في الولايات المتحدة.

## وصلات خارجية
- برايان نونان على موقع دوري الهوكي الوطني (الإنجليزية)
- برايان نونان على موقع قاعة مشاهير الهوكي (لاعب أن.إتش.أل) (الإنجليزية)
- برايان نونان على موقع EliteProspects.com (الإنجليزية)
- برايان نونان على موقع HockeyDB.com (الإنجليزية)
- برايان نونان على موقع Hockey-Reference.com (الإنجليزية)